# Козел (гра)

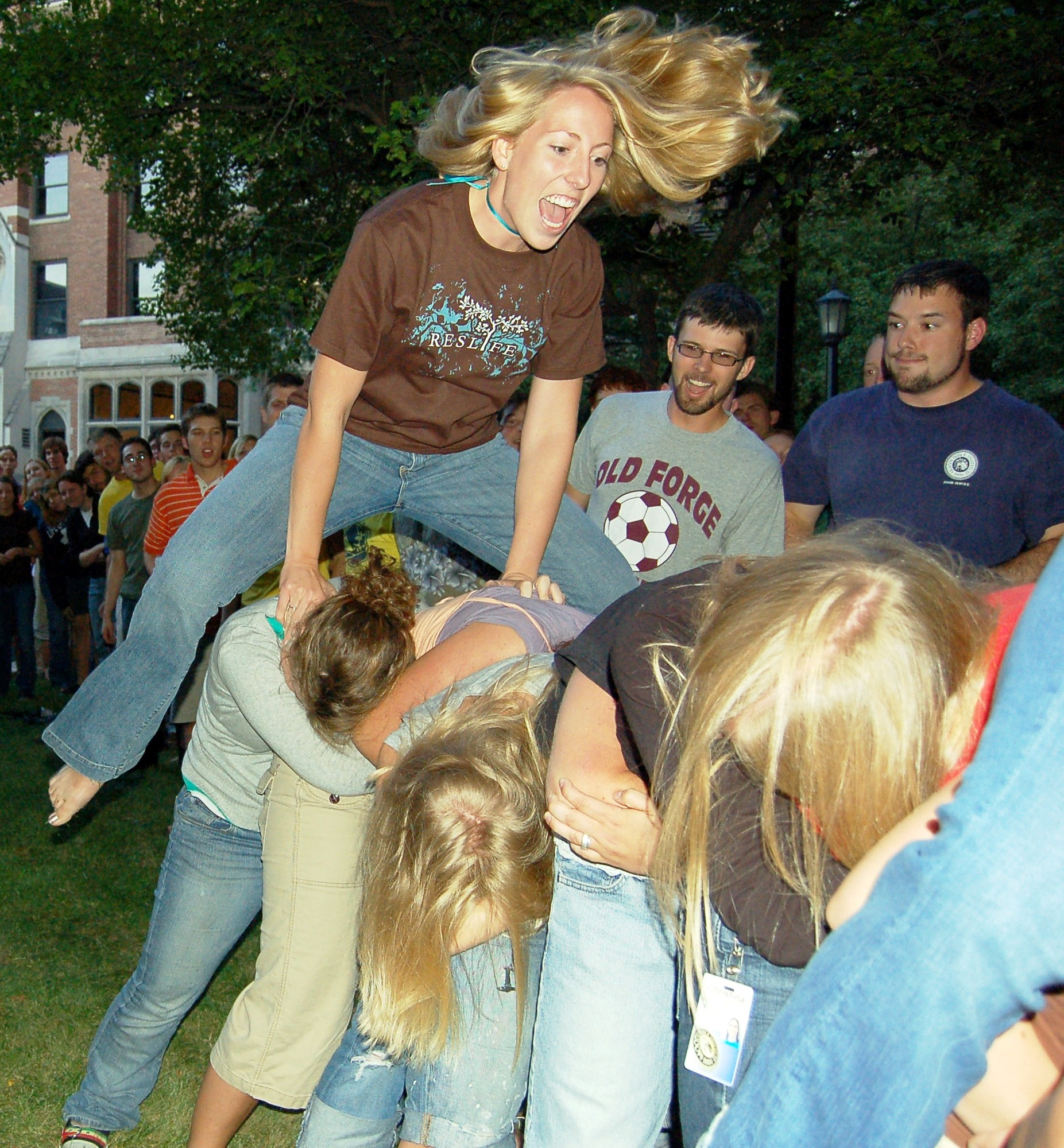
Студенти коледжу грають у гру (Сполучені Штати, 2006)

«Козел» (також відома як цап або ослідок) — дитяча гра з кількома варіантами. Одна з версій гри полягає в тому, що «один гравець застрибує на спину іншому», а той, хто застрибнув, вгадує «кількість певних предметів, які не видно». Інша версія гри полягає в тому, що «одна група гравців [стрибає] на спини другої групи, щоб побудувати якомога більшу піраміду або змусити гравців, які її підтримують, впасти».

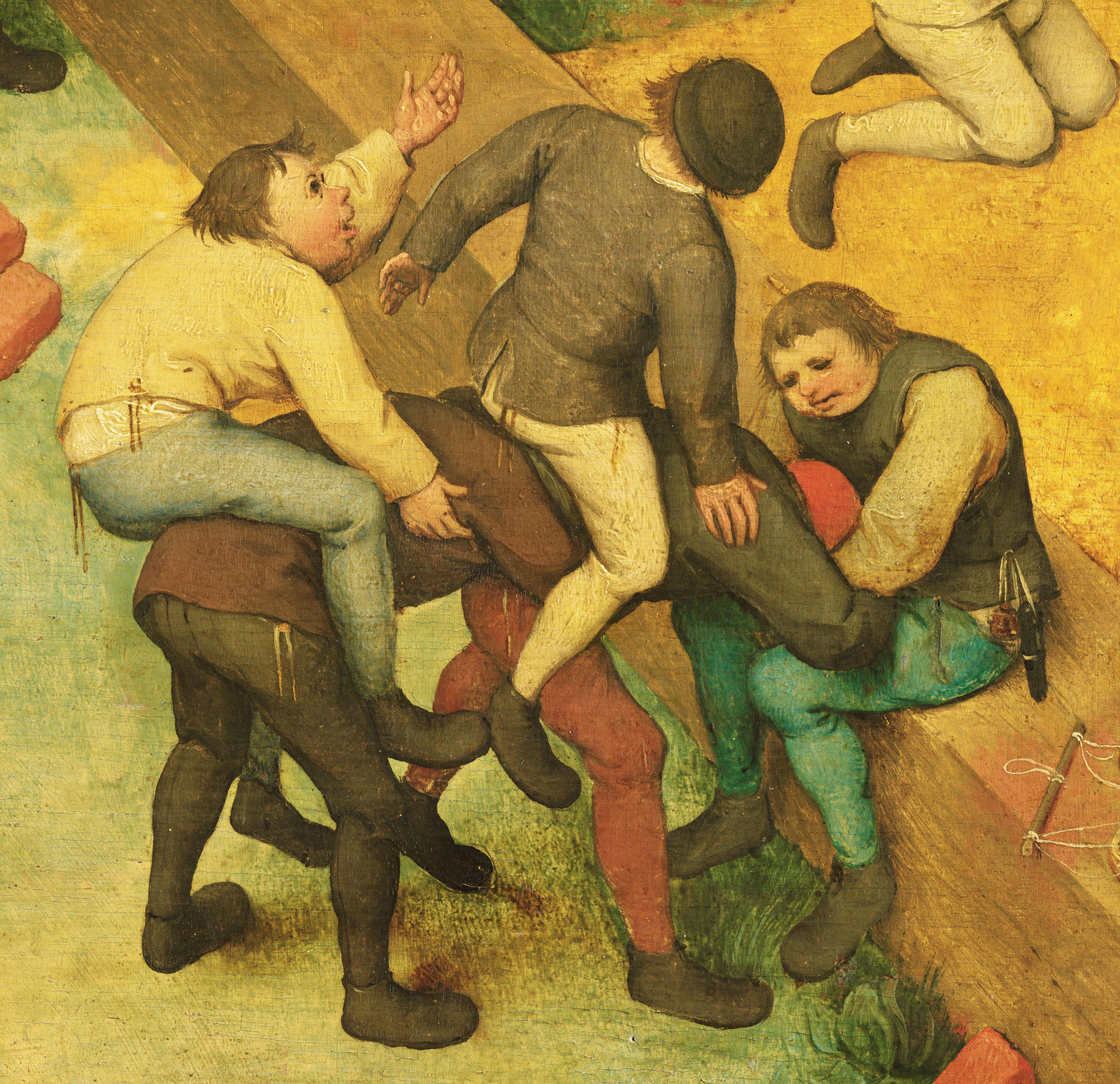
«Дитячі ігри» (1560) Пітера Брейгеля Старшого зображують п'ятьох хлопчиків, які грають у козла.

Ще в XVII столітті діти в Європі та на Близькому Сході грали в гру «Бак, Бак». Картина Пітера Брейгеля «Дитячі ігри» (1560) зображує дітей, які грають у варіант цієї гри. Фольклористи Іона та Пітер Опі стверджують, що гра сягає корінням часів Нерона в І столітті.

## Інші національні назви та варіанти
У Великій Британії цю гру іноді називають Високий Кокалорум (High Cockalorum), але вона має велику кількість різних назв у різних місцевих діалектах. Серед них: Polly on the Mopstick у Бірмінгемі, Strong Horses, Weak Donkeys у Монмутширі, Hunch, Cuddy, Hunch у західній Шотландії, Mont-a-Kitty у Мідлсбро, Husky Fusky Finger or Thumb у Ноттінгемширі, High Jimmy Knacker у східному Лондоні, Jump the Knacker 1-2-3 у Вотфорді, Wall-e-Acker або Warny Echo у північно-західному Лондоні, Stagger Loney у Кардіффі, Pomperino у Сент-Айвзі, Корнуолл та Trust у Ланкаширі. У цю гру іноді грають у сержантських або офіцерських їдальнях Британських збройних сил.
У Мексиці та Ель-Пасо ця гра відома як el chinche de agua (водяний жук).
У Чилі гра називається Caballito de Bronce (Маленький латунний кінь).
В Австралії подібна гра називається stacks-on, метою якої є стрибнути на гравця, якого оголосили, вигукнувши stacks-on <ім'я>. Оголошений гравець намагається залишитися у вертикальному положенні, а інші гравці намагаються стрибнути на нього, поки він не впаде.
У подібну гру малтукбакгі (말뚝박기) грають у Південній Кореї діти до старшої школи. У малтукбакгі є дві команди. Перша команда ставить одну людину спиною до стіни, а решта членів команди шикуються за нею, засунувши голови між ногами людини, що стоїть попереду, утворюючи фігуру, що нагадує довгу «конячку». Потім друга команда по черзі стрибає на спини першої команди, використовуючи якомога більше сили. Якщо хтось із будь-якої команди падає на підлогу, ця команда програє. Якщо всі залишаються на ногах, то щоб визначити переможця людина біля стіни і людина попереду грають у гру гавібавібо (камінь, ножиці, папір).

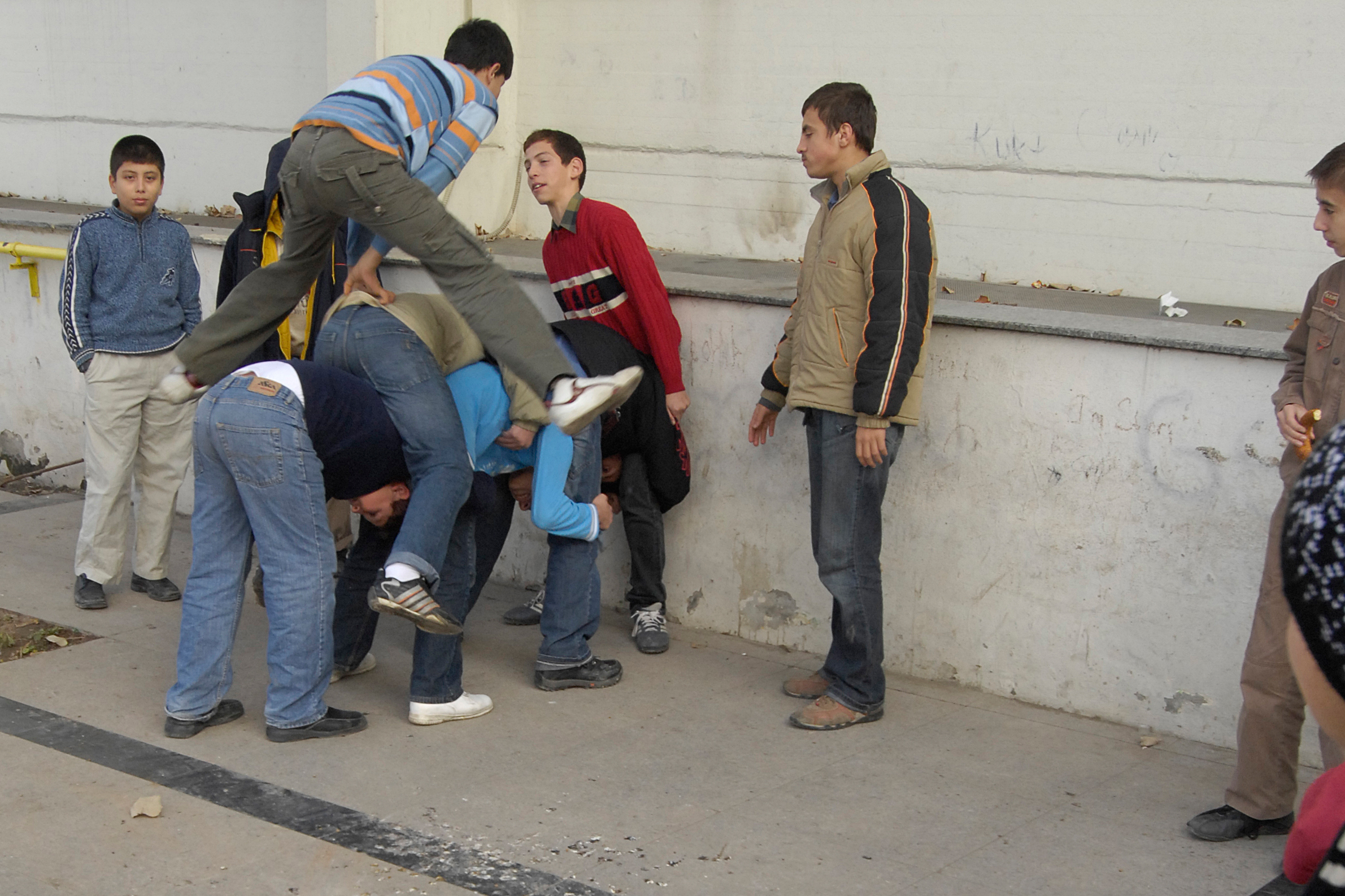
Гравці Узун Ешек

У Туреччині схожа гра uzun eşek («довгий осел»). Людина, яка стоїть, є суддею і називається «подушкою». Одна команда нахиляється, а інша команда по черзі стрибає на «осла». Якщо осел витримує тиск, перша людина зі стрибаючої команди показує один або два пальці. Якщо осел вгадує число, їм дозволяється стрибати. Якщо стрибуни падають на землю, то черга стрибати переходить до осла. Якщо осел падає, стрибуни стрибають знову.

## У масовій культурі
Альбом Білла Косбі 1967 року Revenge містить трек Buck, Buck, у якому він описує, як грав у цю гру в дитинстві. Він згадує, що в його рідному місті Філадельфії його називали Buck, Buck, тоді як у Нью-Йорку його знали як Джонні на поні. Ця пісня представляє Фата Альберта, «найгіршого гравця в бак-бак у світі», який «важив 2000 фунтів» і міг викликати землетруси, коли біг вулицею. Пізніше цей персонаж став основою для мультсеріалу «Товстун Альберт та діти Косбі», в якому є епізод про гру «Козел» (сезон 1, епізод 6). Товстун Альберт і його друзі також грають у «Козла» у сюжеті «Товстун Альберт» (2004). Та сама історія, у дещо іншій формі, також включена до книги Косбі «Дитинство».
У фільмі «Черепашки-ніндзя» 2014 року герої використовують гру «Козел» як ключову атаку для перемоги над головним лиходієм.